# Кисса-Хвани (базар)
Базар Кисса-Хвани (англ. Qissa Khawani Bazaar; урду قصہ خوانی بازار‎, пушту کيسه خوانې بازار‎), в переводе Базар рассказчиков историй — рынок и пригород Пешавара (провинция Хайбер-Пахтунхва, Пакистан). 
В «географическом справочнике по провинции Хайбер-Пахтунхва» (англ. N.-W.F. Province Gazetteers) 1931 года путешественник Лоуэлл Томас и британский комиссар Пешавара Герберт Эдвардс назвали его «Пикадилли в Центральной Азии».
В доме у базара Кисса-Хвани в 1922 году родился известный индийский киноактер Дилип Кумар. Семья другого известного актёра Шахруха Хана все ещё живёт в этом пригороде.
23 апреля 1930 года около 400 невооружённых протестующих жителей Кисса-Хвани были расстреляны солдатами британского колониального правительства. Это событие вошло в историю под названием «Бойни на площади Кисса-Хвани». Жестокая расправа над мирными жителями привела к массовым протестам по всей территории Британской Индии, что укрепило позиции недавно сформированного национального движения «Худай Хидматгаран».
В 2010 году 25 человек погибли при взрыве бомбы в знак протеста против нехватки электроэнергии.
Рынок снова стал мишенью боевиков в 2013 году, когда от взрыва 220-кг бомбы погиб 41 человек; взрыв также привёл к разрушениям в близлежащей мечети, а начавшийся пожар уничтожил несколько исторических деревянных зданий.